# Письмо тринадцати (1996)
«Выйти из тупика!» («Письмо тринадцати», «Заявление тринадцати») — политическое воззвание от имени предпринимателей (половина которых входили в состав семибанкирщины), опубликованное в «Независимой газете» 27 апреля 1996 года в преддверии президентских выборов. Продублировано также в «Аргументах и фактах» и других газетах. Автором текста является С. Е. Кургинян.

## Предыстория
Как пишет Михаил Зыгарь, идея родилась у Коржакова ещё в феврале 1995 года. В марте 1995 года олигарх Бойко по совету Коржакова дает пространное интервью газете «Коммерсантъ», в котором говорит: вся «большая восьмерка» крупнейших бизнесменов страны настаивает на том, чтобы перенести выборы на два года. Но тогда эту идею никто не поддержал. 

В 1996 году, в середине марта Ельцин по инициативе Коржакова предпринял попытку роспуска Госдумы и переноса президентских выборов: 
Чего греха таить: я всегда был склонен к простым решениям. Всегда мне казалось, что разрубить гордиев узел легче, чем распутывать его годами. На каком-то этапе, сравнивая две стратегии, предложенные мне разными по менталитету и по подходу к ситуации командами, я почувствовал: ждать результата выборов в июне нельзя… Действовать надо сейчас! Я решился и сказал сотрудникам аппарата: «Готовьте документы…» Началась сложная юридическая работа. Был подготовлен ряд указов: в частности, о запрещении компартии, о роспуске Думы, о переносе выборов президента на более поздние сроки. <...> «Борис Николаевич, — говорили мне, — вы же не отказываетесь от выборов, вы только переносите их на два года, поэтому обвинить вас в нарушении демократических принципов нельзя. Народ не хочет никаких выборов. Все привыкли к вам. И с коммунистами можно покончить только решительными действиями.
 
Однако Ельцина отговорил Анатолий Чубайс и Татьяна Дьяченко: 
Это драматический был момент. Перенести выборы и распустить Думу хотел Коржаков. Это позволяло ему сохранить, как он считал, влияние на папу. Он окружил папу плотным слоем своих людей, на многих должностях вокруг постепенно оказались люди Коржакова, силовики, министры, секретари, вся охрана. И возник важный психологический момент. Одно дело, когда политик имеет возможность выслушать разные позиции, а тут папа оказался окружен людьми, которые все как один говорили: да зачем нам эта тяжелейшая кампания, вы останетесь еще на два года, это большой срок, там спокойно проведем выборы, все демократические ценности сохранятся. Но уже работала наша аналитическая группа, а мы считали, что перенос выборов — вещь смертельно опасная для страны. Не говоря уже о том, что отложить — это значит нарушить Конституцию.
В начале апреля 1996 года Геннадий Зюганов отправляет своего доверенного человека в Кремль – это Виктор Зоркальцев – с предложением встречи Зюганова с Ельциным. Коржаков совсем не против встречи – в том случае, если Зюганов придет сдаваться. Коржаков объясняет: КПРФ должна сама выдвинуть предложение о переносе выборов, чтобы эта идея исходила не от президента, а от парламента. И тогда – «берите портфели в правительстве, какие нужны, и работайте». 
Коржаков звонит Березовскому и хвастается тем, как эффективно провел переговоры. Березовский приходит в невероятное возбуждение и соглашается с Коржаковым: Зюганова надо добить. 
В начале апреля 1996-го Кургинян получил заказ на составление Письма

24 апреля в доме приемов "ЛогоВАЗа" состоялась встреча Березовского, Гусинского, Смоленского, Ходорковского и Потанина с редакторами лево-патриотических газет. Патриотические издания представляли Чикин ("Советская Россия"), Ильин ("Правда"), Проханов ("Завтра"), Ряшин ("Правда-5"), Харламов ("Сельская жизнь"). Как сообщала "Советская Россия" 
Редакторы с пониманием отнеслись к озабоченности банкиров, соглашаясь с необходимостью разумного компромисса, однако заметили, что страх перед гражданской войной или угроза истребления политических элит не могут быть инструментом, блокирующим народное волеизьявление. Выборы, которые непременно должны состояться 16 июня, восстановят социальн-политический баланс, нарушенный в ходе "реформ". Компромисс, который может стать предметом прямых переговоров всех претендентов на пост президента России, и в первую очередь Ельцина и Зюганова, должен включать в себя поправки к Конституции, ставящие исполнительную власть под более твердый контроль законодательной власти, что и являлось бы гарантом безопасности для всех слоев российского общества, ставило бы их под защиту закона. Стороны выразили согласие продолжать контакты, содействующие укреплению конституционных форм предвыборной борьбы, а редакторы патриотических газет согласились опубликовать в своих изданиях обращение банкиров к общественности.
25 апреля Березовский приглашает к себе в офис ЛогоВАЗа на Новокузнецкой крупных предпринимателей. Помимо Бориса Березовского, перед банкирами выступает Сергей Кургинян. Березовский с трудом, но убеждает коллег все же подписать письмо Кургиняна. 
27 апреля 1996 года "Выйти из тупика!" было широко распечатано в газетах, так или иначе связанных с подписантами ("Коммерсанте-Дейли", "Сегодня", "Независимой газете", "Московском комсомольце"), а также в "Известиях", "АиФ", "Комсомольской правде" и "Советской России".

## Содержание
«Письмо» планировалось как средство мирного переноса президентских выборов. 
Обращение адресовалось в первую очередь к двум главным кандидатам: Борису Ельцину и Геннадию Зюганову. Их просили предотвратить угрозу развала экономики страны, чего можно добиться только с помощью «политического компромисса». 
Содержит 8 пунктов, направленных на выход страны из кризиса. 
Вина за развал СССР и продолжающийся кризис возлагается на верхушку КПСС (п. 5). 
В тексте документа заявлено о существовании общности россиян, как «детей от смешанных браков», которые составляют половину населения России (п. 3), провозглашены идеи «свободы, гражданственности, справедливости, права и правды» (п. 4) при осуждении безликих сил «реваншизма» (п. 8).

## Подписавшиеся
1. Борис Березовский, президент группы «ЛогоВАЗ»
2. Виктор Городилов, председатель правления «Сибирской нефтяной компании»
3. Владимир Гусинский, председатель совета директоров группы «Мост»
4. Александр Дондуков, президент ОКБ имени Яковлева
5. Николай Михайлов, президент МАК «Вымпел»
6. Сергей Муравленко, президент нефтяной компании «ЮКОС»
7. Леонид Невзлин, президент компании «Роспром»
8. Алексей Николаев, генеральный директор АО «АвтоВАЗ»
9. Дмитрий Орлов, председатель правления банка «Возрождение»
10. Владимир Потанин, президент АКБ «ОНЭКСИМбанк»
11. Александр Смоленский, президент АКБ «Столичный банк сбережений»
12. Михаил Фридман, председатель совета директоров консорциума «Альфа-групп»
13. Михаил Ходорковский, председатель совета директоров банка «Менатеп»

## Оценки
Письмо тринадцати вызвало неоднозначную реакцию в обществе, поскольку некоторые воспринимали текст как «сговор с коммунистами». Чубайс и Лужков отмежевались от документа, поскольку не хотели переноса выборов. 

Журналист Отто Лацис выражал "глубокие сомнения в способности зюгановцев к честным компромиссам" и вообще скепсис в отношении письма: 
при всей несомненной справедливости "констатирующей части", ставится задача едва ли реальная и во всяком случае не очень ясная. Ведь если бы авторы обращения знали, каким именно может быть компромисс, как он может быть оформлен, как гарантировать его исполнение, то, вероятно, изложили бы соответствующие предложения. Но в тексте нет и намека на это.

Скептичен был и Леонид Радзиховский: 
серьезные переговоры с Зюгановым в таком составе маловероятны хотя бы потому, что эти люди никак не могут желать власти Зюганову, ставящему на антисемитизм (о чем, кстати, они прямо в своем письме и написали). А вот скомпрометировать вождя коммунистов в глазах его фанатичных сторонников такие переговоры могут.

Сам Сергей Кургинян отмечал, что коммунисты сначала поддержали его затею, но затем назвали её «провокационной антикоммунистической акцией».

По словам Березовского "Письмо тринадцати" стало важным фактором поражения коммунистов: 
коммунисты главным образом проиграли потому, что они своим основным противником видели не того, кто им оказался. Они видели слабовольных демократов, а столкнулись (помните письмо 13-ти), в общем, с оскалом капитализма. И у них не нашлось достаточно сил, чтобы этому противостоять.

## Последствия
Уже через три дня после публикации письма Зюганов в Госдуме принимает сборную капиталистов. Эта встреча, по сути, превращается во второй акт переговоров между Коржаковым и Зоркальцевым: бизнесмены повторяют Зюганову все те доводы, которые двумя неделями раньше перечислял Зоркальцеву Коржаков. 
Главная идея: коммунисты должны сами выступить с идеей переноса выборов. Шансы победить у них, конечно, высоки, но ничего хорошего из этого не выйдет, объясняет Березовский, «общество расколото», а значит, вместо уютных кабинетов в Думе они получат окопы гражданской войны.
«Легитимный перенос президентских выборов» – так Березовский формулирует свое ключевое предложение. 
Участвовавший во встрече Михаил Ходорковский вспоминает, что Зюганову описывался конкретный сценарий: он соглашается на перенос выборов и становится премьер-министром с расширенными полномочиями при президенте Ельцине: в Конституцию 1993 года будут внесены поправки, которые поменяют расклад сил: Россия перестанет быть суперпрезидентской страной.
30 апреля в интервью информационному агентству «Интерфакс» один из коммунистических лидеров, известный своим антиельцинским радикализмом Виктор Илюхин озвучил проект создания Государственного совета.

Березовский в интервью «Коммерсанту» (опубликованном 30 апреля 1996 года) не скрывал своего согласия с Илюхиным и намерений группы 13-ти: 
Разумный человек сможет сформулировать сотни вариантов реализации [обращения]: создание Госсовета, внесение поправок к Конституции, предложение поделиться частью функций и полномочий с оппозицией. По имеющейся у меня информации, президент оценил обращение положительно. Что касается Зюганова, то он сказал, что готов встретиться. Судя по его реакции, он видит возможность компромисса. Люди, подписавшие обращение, традиционно считаются людьми из президентского лагеря… Обращение вовсе не подразумевает отмену или перенос выборов. На самом деле все мы должны действовать исключительно легитимно. Если власти — и исполнительная, и законодательная — решат, что решение существующего конфликта требует переноса выборов, то такое решение может быть принято.
30 апреля 1996 году Зюганов опубликовал в газете «Советская Россия» свой ответ российскому бизнесу: предложил провести в прямом телеэфире дебаты с Ельциным, а также внести в Конституцию поправки, которые сократят объем «чрезвычайных прав и полномочий президента» и дадут Госдуме право формировать правительство. 
1 мая Коржаков даёт интервью корреспондентке британской газеты The Observer Виктории Кларк. «Многие влиятельные люди предпочли бы, чтобы выборы отложили, и я тоже – потому что нам нужна стабильность», – говорит он. Когда журналистка спрашивает, как же можно избежать выборов, Коржаков загадочно улыбается и отвечает: «Все будет зависеть от источника этой инициативы», фактически повторяя вчерашнее предложение Березовского Зюганову. 
Публикация интервью Коржакова 5 мая в газете The Observer под заголовком «Ельцинский телохранитель заглушает голос своего хозяина» вызывает огромный скандал в России. Очевидно, что Коржаков страшно поторопился – и поэтому фактически сорвал любые переговоры, вне зависимости от того, были ли они реальными или только притворными. 
Первыми от них открещиваться в один голос начинают коммунисты: Геннадий Зюганов говорит, что перенос выборов будет грубым нарушением Конституции. Его соратник Виктор Анпилов вторит, что такое решение «приведет к гражданской войне». Спикер Госдумы Геннадий Селезнев высказывает мнение, что «нестабильность в России идет не от компартии, не от ее лидера Геннадия Зюганова. Сегодня не он, а Борис Ельцин раскачивает лодку». 

От Коржакова открещивается и Березовский. 7 мая, некто анонимный от имени всех авторов О13 (свидетельства согласования между ними этого, нового, текста неизвестны) выступил с новым и весьма коротким, в несколько фраз, заявлением, сфокусированным против Коржакова и претенциозно названным «Второе обращение предпринимателей». «Независимая газета» (наряду с «Трудом», «Сегодня») так изложила его суть: 
Группа ведущих российских предпринимателей и банкиров, подписавших недавно обращение „Выйти из тупика!“, выпустила еще одно заявление. В нем говорится: „События последних дней усилили нашу озабоченность ближайшим будущим страны. Крайние силы, окружающие основных участников политического процесса, вновь отчетливо обозначили себя. Это проявилось как в призывах «Бороться до последней капли крови!», так и в требованиях неконституционного переноса выборов. Мы считаем, что политические лидеры должны дать самостоятельную и однозначную оценку подобному экстремизму и тем самым определить наконец содержание возможного компромисса во имя будущего России“
"Крайними силами", очевидно, названы самые одиозные сторонники Зюганова вроде Анпилова – и Коржаков. 
9 мая на митинге в честь Дня Победы (показанном по телевидению) Зюганов заявил, что его компромисс с Ельциным может выглядеть только как отказ Ельцина от возможной отмены выборов в обмен на отказ коммунистов преследовать своих политических оппонентов — то есть компромисс по-прежнему виделся КПРФ как согласие с полной победой Зюганова. 
В конце мая Зюганов опубликовал свою экономическую программу: в качестве одного из главных своих политических и экономических противников Зюганов рассматривает крупный финансовый капитал и вообще крупных собственников, против которых намечен ряд самых жестких юридических, политических и экономических мер.

## Второе письмо тринадцати
С конца мая началась работа по подготовке второго (консенсуального) «Обращения 13-ти». 
Сигналом, видимо, послужила установочная статья Александра Яковлева в "Известиях" 22 мая: 
Большевики имеют богатую историю "компромиссов". И с патриархом Тихоном, и с национальными гениями Есениным, Булгаковым, Солженицыным, Сахаровым. <...> Три революции, Гражданская, Вторая мировая войны, индустриализация и коллективизация, массовый террор. Насильственно уничтожено более шестидесяти миллионов человек, в основном молодых и здоровых.
Текст второго письма составлялся в одном из офисов ОНЭКСИМа на улице Щепкина, 32. Значительная часть текста «второго О13» по просьбе представителей Потанина была написана экономистом Михаилом Делягиным. 
Незадолго до голосования, 8 июня в доме приемов «ЛогоВАЗа» Борис Березовский собрал «группу 13», чтобы подписать ответ, в котором Зюганов подвергался жестокой критике. 
В тот же день, 8 июня газета «Коммерсантъ» опубликовала статью Делягина, утверждавшую принципиальную несовместимость коммунистической программы с банковской деятельностью. Большая часть статьи Делягина текстуально совпадала со «вторым О13».

Второе обращение было выдержано в определенно антикоммунистическом духе и детально критиковало предвыборную программу Зюганова. Экономическая программа коммунистов, говорилось во втором письме «группы 13», «нацелена на возврат страны в лучшем случае к ситуации середины восьмидесятых». В худшем случае, говорилось между строк, победа коммунистов приведет к голоду, войне и массовому террору. «Если меры, изложенные в программе (коммунистов) будут выполнены, катастрофа разразится через четыре-шесть месяцев», – предупреждала «группа 13»: 
Принципиальная ошибка (Зюганова) — в том, что без интеграции в мировой рынок сбалансировать экономику в принципе нельзя. <...> Предлагаемое коммунистами изменение соотношения цен в пользу обрабатывающей промышленности ухудшит финансовое положение основы сегодняшней российской экономики — добывающего сектора, и в первую очередь ТЭКа.
В средствах массовой информации первое сообщение о «втором О13» появилось в информационном агентстве «Интерфакс» в 18.00 9 июня. В тот же день это получило максимальную огласку на телевидении (по телеканалам ОРТ, РТР, НТВ). На следующий день о «втором О13» подробнее сообщили радио «Свобода» и телепрограмма «Деловая Россия» (РТР). Общий характер сообщений полностью воспроизводил единую формулировку о «резкой критике» программы коммунистов предпринимателями, а само «второе О13» толковалось как окончательное размежевание бизнеса с коммунистами. 
Однако второе письмо не было опубликовано в контролируемых Гусинским, Березовским и Смоленским газетах "Сегодня", "Независимой" и "Коммерсанте-Дейли"; оно появилось только в "АиФ"
8 июня "Независимая газета" Березовского публикует анонимный доклад Глеба Павловского, в котором утверждается на основании неких "оперативных" источников, что коммунисты не примут своего поражения, поэтому, якобы, готовятся развязать гражданскую войну и собирают боевые отряды, организуют террористические акты. В докладе был поднят и "вопрос об оппортунизме Зюганова, ищущего компромисса с властью и тайно ведущего с ней переговоры за спиной своих товарищей". 
10 июня вышел в свет еженедельник «Коммерсантъ», посвятивший специальную статью взаимоотношениям германских промышленников с Гитлером, то есть настаивал, таким образом, на сравнении первого "Письма тринадцати" с «предательской» ситуацией 1933 года.
10 июня в Ростове-на-Дону у Ельцина случился инфаркт. 
11 июня "Известия" удовлетворённо констатировали: "Богатые и влиятельные представители российского бизнеса поняли, кажется, что с коммунистами договариваться не только невозможно, но и опасно".
11 июня в интервью НТВ Зюганов в целом негативно отозвался о «втором О13».

Вечером 11 июня в московском метрополитене происходит теракт - взорван поезд. Многие политики посчитали это "попыткой сорвать выборы в столице". Газета "Правда" связала этот теракт с "Письмом тринадцати": 
Месяц назад известное обращение тринадцати тоже было кое-кем публично истолковано как предложение ради "гражданского мира" отказаться от выборов.
 Позже Пол Хлебников отмечал, что взрыв произошёл на следующий день после публикации второго "Письма тринадцати".
По итогам первого тура выборов, в ночь с 19 на 20 июня в окружении Ельцина произошел переворот, в результате которого потеряли власть сторонники отмены выборов - глава Службы безопасности президента Коржаков, глава ФСБ М. И. Барсуков и вице-премьер О. Н. Сосковец.